# Otakar Brousek senior

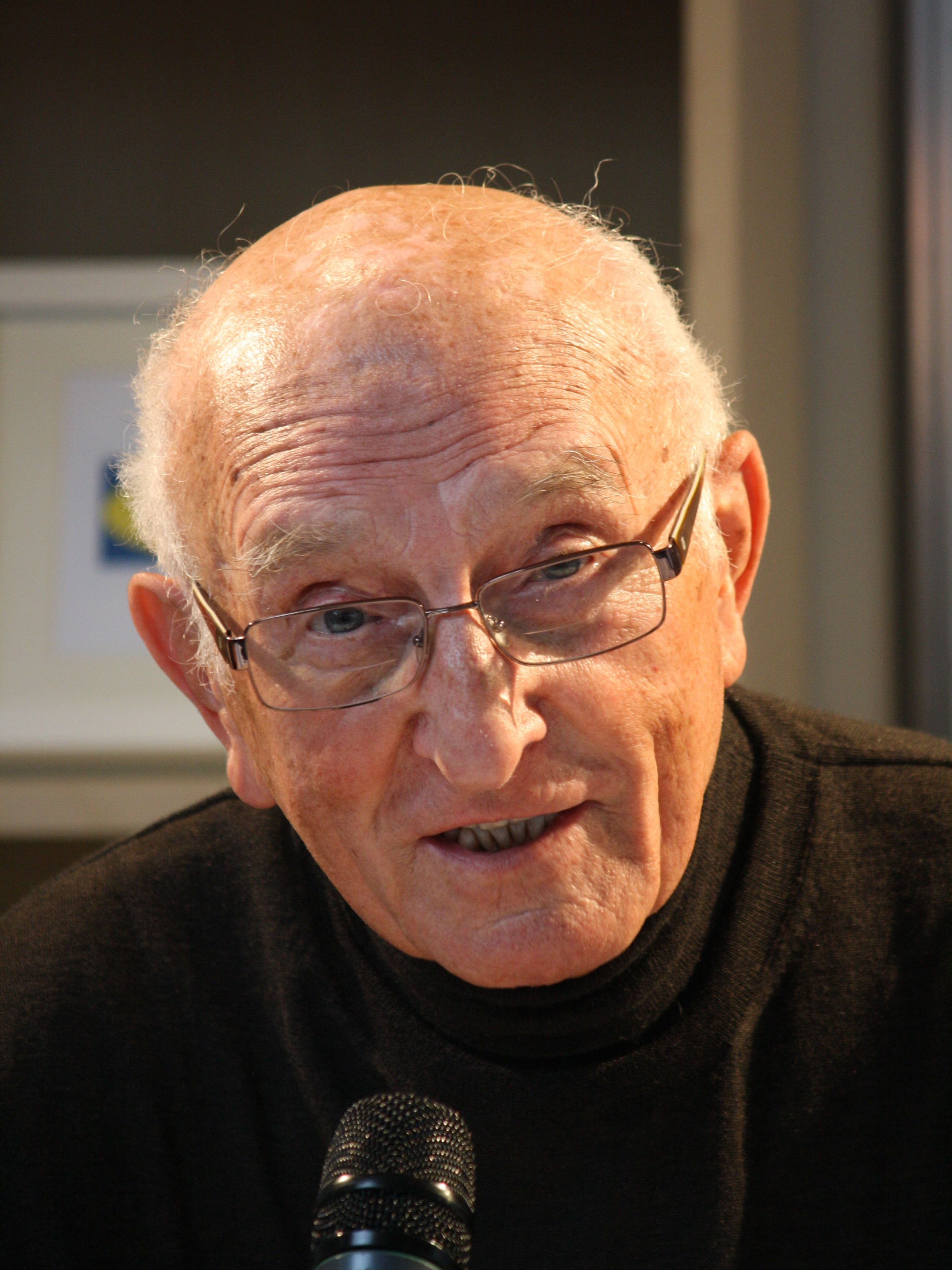
Otakar Brousek (2011)

Otakar Brousek (* 28. September 1924 in Krhanice, Tschechoslowakei; † 14. März 2014 in Prag, Tschechien) war ein tschechischer Schauspieler und Synchronsprecher.

## Biografie
Bereits als Kind spielte Otakar Brousek Violine, Theater und interessierte sich für Literatur und Kunst. Gegen den Willen seiner Eltern, Medizin zu studieren, wollte Brousek am Prager Konservatorium Schauspiel studieren. Doch wegen des Zweiten Weltkrieges und seiner Militärzeit blieb es ihm verwehrt. Nach dem Krieg begann er am Theater von Kladno zu spielen. Ab 1946 spielte er im Prager Nationaltheater Národní divadlo. Von 1959 bis 1990 spielte er schließlich regelmäßig im Divadlo na Vinohradech.
Parallel zu seiner Theaterkarriere spielte Brousek regelmäßig im tschechischen Film mit. Seit seinem Debüt in dem 1949 erschienenen und von Václav Krška inszenierten Geschichtsdrama Frühlingsstürme spielte er in über 60 tschechischen Produktionen, einigen französischen Filmen, darunter Die dreifache Locke und Affäre Dreyfus und einem deutschen Fernsehfilm, der Literaturverfilmung Die heilige Hure mit. Außerdem arbeitete er als Synchronsprecher und sprach beispielsweise in der tschechischen Synchronfassung der Harry-Potter-Filmreihe Albus Dumbledore.
Seine erste Frau Luka Rubaničová war Tänzerin am Prager Nationaltheater. Mit ihr hatte er zwei Kinder, die Schauspieler Otakar Brousek und Jaroslava Brousková. Sein Enkel ist der Schauspieler und Komponist Ondřej Brousek.

## Filmografie (Auswahl)
- 1949: Frühlingsstürme (Revoluční rok 1848)
- 1959: Das häßliche Fräulein (Ošklivá slečna)
- 1960: Gevatter Tod (Darbujan a Pandrhola)
- 1963: Hussitenritt (Spanilá jízda)
- 1969/90: Lerchen am Faden (Skřivánci na niti)
- 1970: Jungfernschaft und schwedische Gardinen (Panenství a kriminál)
- 1971: Die Hochzeiten des Herrn Peter Vok (Svatby pana Voka)
- 1972: Das Geheimnis des großen Erzählers (Tajemství velikého vypravěče)
- 1973: Aktion Bororo (Akce Bororo)
- 1975: Anonyme Anzeige (Zatykač na královnu)
- 1975: Der Tag, der die Welt veränderte (Sarajevský atentát)
- 1975: Mein Bruder hat einen prima Bruder (Můj brácha má prima bráchu)
- 1976: Palette der Liebe (Paleta lásky)
- 1978: Der Tod der Fliege (Smrt mouchy)
- 1980: Das Märchen von Hans und Marie (Pohádka o Honzíkovi a Mařence)
- 1981: Das Geheimnis der Burg in den Karpaten (Tajemství hradu v Karpatech)
- 1983: Die Besucher (Návštěvníci, Fernsehserie, fünf Folgen)
- 1989: Prager Geheimnis (Pan Samochodzik i pražské tajemnice)
- 1994: Die dreifache Locke (Chacun pour toi)
- 1995: Affäre Dreyfus (L’affaire Dreyfus)
- 1998: Die heilige Hure